# Carex alsatica
Carex alsatica är en halvgräsart som beskrevs av Karl Hermann Zahn. Carex alsatica ingår i släktet starrar, och familjen halvgräs. Inga underarter finns listade i Catalogue of Life.